# Франклин (фильм)
«Франклин» (англ. Franklyn) — дебютный фильм британского режиссёра Джеральда Макморроу, научно-фантастический нуар-триллер, действие которого разворачивается в Великобритании будущего. Мировая премьера картины состоялась 16 октября 2008 года на 52-м Лондонском кинофестивале, в широкий прокат фильм вышел 27 февраля 2009 года.

## Сюжет
Джонатан Прист ведёт расследование убийства 11-летней девочки в Параллельном городе (Meanwhile City). Стилистика города выполнена в стиле стимпанк. По местным законам каждый житель города должен принадлежать к какому-нибудь религиозному культу, и в результате родилось множество самых различных религий и сект. Сам Джонатан Прист называет себя единственным неверующим в Параллельном городе. Цель расследования — культ Двойной проезд и его лидер Индивидуум.
Фильм периодически переключается на современный Лондон и истории трех других главных героев: Эссер — старый сломленный жизнью человек, скитающийся по улицам города в поисках своего пропавшего сына Дэвида; Майло — тридцатилетний мужчина, страдающий от неудач в личной жизни; Эмилия — студентка факультета искусств, которая совершает попытки самоубийства из-за детской травмы.
Прист встречается со своим информатором, но попадает в засаду и его ловят клирики Министерства. Спустя четыре года, проведенных в тюрьме, ему предлагают свободу в обмен на убийство Индивидуума. При попытке вшить ему навигационный чип Прист сбегает от клириков и начинает охоту. Он снова выходит на своего информатора и оставляет ему адрес с приказом передать его Индивидууму.
Майло бродя по городу замечает девушку, похожую на его первую любовь Салли и идёт за ней следом. Позже он находит её на территории школы, где она работает учительницей и назначает ей свидание. Дома рассказав про это матери, Майло узнает, что Салли это его вымышленная подруга.
Эссер находит сослуживца своего сына, тот рассказывает, что это он несколько лет назад вызвал полицию, когда они выпивали с Дэвидом и тот начал бредить об умершей сестре и приставать к посетителям бара. Потом он рассказывает, что видел Дэвида пару дней назад, и Дэвид просил передать адрес тому, кто будет его искать. На бумажке вместе с адресом указано имя Франклин.
Эссер идёт по адресу и звонит по домофону в квартиру Эмилии, не найдя Дэвида, он говорит, что подождет в ресторане напротив. В этом же ресторане встречаются Майло и Салли. Прист спрашивает у Эмилии подробности разговора с Эссером и врывается в её квартиру с оружием, становится у окна и прицеливается в Эссера. Далее в результате цепи событий Прист погибает от взрыва газа, а раненый пулей Майло влюбляется в Эмилию, Салли исчезает.

## В ролях
| Актёр          | Роль     |
| -------------- | -------- |
| Райан Филлипп  | Прист    |
| Сэм Райли      | Майло    |
| Бернард Хилл   | Эссер    |
| Ричард Койл    | Дэн      |
| Ева Грин       | Эмилия   |
| Сюзанна Йорк   | Маргарет |
| Стивен Уолтерс | Уосник   |

## Дополнительные факты
- Съёмки фильма стартовали в Лондоне в сентябре 2007 года.
- Первоначально роли Майло, Приста и Эссера должны были играть Юэн Макгрегор, Пол Беттани и Джон Хёрт соответственно. Однако незадолго до начала съёмок создатели ленты решили, что герои должны быть несколько моложе, и был избран новый состав. Ева Грин, участвовавшая в проекте с самого начала, осталась в роли Эмилии.